# Odontogénesis

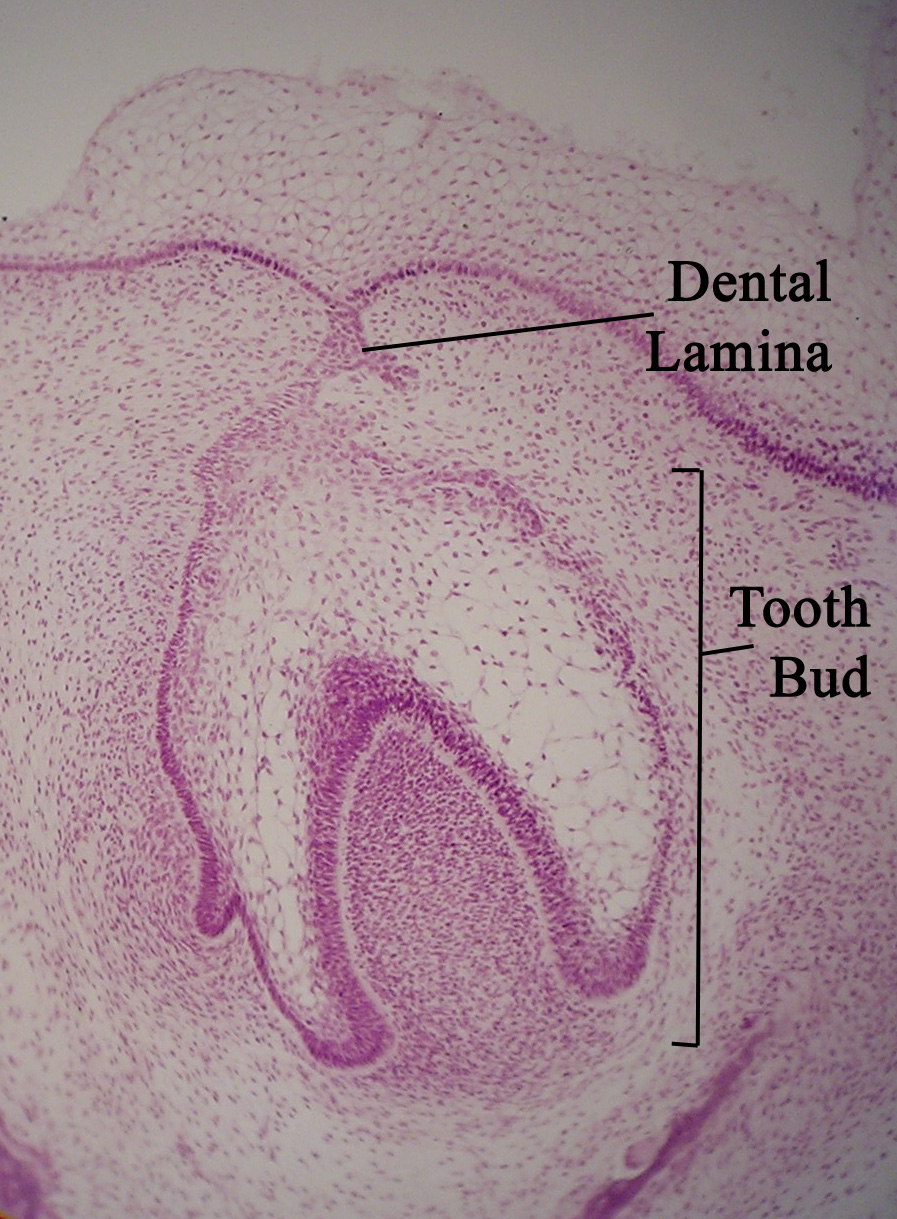
Lámina dental y el primordio en etapa de casquete

La odontogénesis es un proceso embrionario mediante el cual células ectodérmicas del estomodeo o boca primitiva, se invaginan para formar estructuras que junto con el ectomesénquima formarán los dientes. Este proceso empieza en la sexta semana en el embrión humano (cuando se forma la lámina dentaria; la lámina dentaria es una banda de tejido epitelial vista en cortes histologicos del desarrollo del diente y además es la primera evidencia del desarrollo del diente). A la octava semana de vida intrauterina se forman los gérmenes dentarios de los dientes deciduos y posteriormente se va dando la morfodiferenciación de los dientes. Los gérmenes dentarios siguen su evolución en una serie de etapas o estadios denominados: brote macizo o yema, de casquete, de campana y de folículo dentario.

## Formación de láminas dentarias
Cuando el embrión tiene aproximadamente seis semanas, las células ectodérmicas basales de la boca primitiva empiezan a multiplicarse, produciendo un engrosamiento sobresaliente, llamado epitelio bucal. Al continuar el crecimiento, deja de crecer en anchura y grosor y termina encajándose, creciendo hacia dentro del ectomesénquima en 20 sitios, llamados laminas dentales y son veinte, diez en cada arco, cinco en cada cuadrante, que formarán los dientes primarios, o deciduos, más comúnmente llamados de leche.
Otra vaina de epitelio vertical, llamada lámina vestibular crece simultáneamente a estas, aunque más próxima a la cara; se ensancha para después desintegrar su parte central y así formar el vestíbulo, y separar el labio de la boca.

## Estadio de brote o yema dentaria
A principios de la sexta semana, conforme la lámina  se alarga, sus extremos van dejando excrescencias formando poco a poco un brote o botón llamado primordio dental, estadio primitivo de los dientes deciduos, de los cuales los primeros en aparecer son los inferiores, o mandibulares y para el fin de la octava semana los superiores, o maxilares ya están terminados. Sus células externas son cilíndricas y sus internas son células poligonales o estrelladas, reunidas apretadamente con pocos espacios intercelulares.

## Estadio de casquete
A partir de la semana 10.
Las células del primordio se multiplican, agrandándolo: el ectomesénquima que quedaba abajo de este botón dental se encaja profundamente en él formando una nueva parte central en el primordio llamada papila dental, que es la que en un futuro será la pulpa. En esta etapa del germen dentario se pueden observar cuatro tipos diferentes de células:
- La capa de células cilíndricas bajas que reviste a la papila dental, situada en la parte inferior del germen dentario.
- La capa de células cuboides que forman la cubierta externa del casquete.
- Las células centrales poligonales que forman un retículo estrellado.
- Varias capas de células que quedan por encima de las células de revestimiento de la papila dental.

A medida que el casquete se desarrolla, se va formando una protuberancia temporal llamada nódulo de esmalte.

## Estadio de campana
De la semana 14 a la 18 de gestación embrionaria.
La división rápida de las células del nódulo de esmalte hace que se derramen y empiecen a migrar a la parte superior del germen dentario formando el cordón de esmalte. Para la décima semana, estas partículas, que formaran los odontoblastos, se han desintegrado por completo fundiéndose con el casquete, el cual se ha agrandado transformándose en una estructura con forma de campana, que ahora consta de nuevas capas celulares.

## Estadio de folículo dental, terminal o maduro
Hay segmentación completa en la lámina dental y el folículo ya está separado del epitelio oral de exterior a interior. En esta fase se encuentra el esmalte ya maduro y los ameloblastos que secretan matriz para poder mineralizar al esmalte previamente formado. La dentina es joven y se puede observar la papila dental que posteriormente formara la pulpa dental y se dará origen a la raíz dental.